# Luca Barla
Luca Barla (Bordighera, 29 september 1987) is een Italiaans wielrenner.

## Overwinningen
2005
 Italiaans kampioen op de weg, Junioren
2006
Memorial Angelo Ripamonti
2007
Jongerenklassement Ronde van de Abruzzen

## Resultaten in voornaamste wedstrijden
| Jaar | Ronde van Italië | Ronde van Frankrijk | Ronde van Spanje |
| ---- | ---------------- | ------------------- | ---------------- |
| 2008 |                  |                     |                  |
| 2009 | 141e             |                     |                  |
| 2011 |                  |                     |                  |

| Jaar | Milaan-San Remo | Gent-Wevelgem | Ronde van Lombardije |
| ---- | --------------- | ------------- | -------------------- |
| 2008 |                 | 56e           |                      |
| 2009 |                 |               |                      |
| 2011 | 106e            |               | opgave               |

Calcaterra · Cavagnis · Celestino · Cipollini · Commesso · Conte · Davidson · Dufaux · Evans · Galletti · Gavazzi · Ludewig · Meier · Mori · Nitsche · Padrnos · Pieri · Pugaci · Sabaliauskas · Sacchi · Savoldelli · Scirea · Secchiari · Spinelli · Wegmann · Barla (stagiair) · Rohtmer (stagiair)
Astarloa ·
Celestino ·
Cortinovis ·
Djoedja ·  
Ghisalberti ·
Grabsch ·
Haueisen ·
Hryvko · 
Jurčo · 
Knees ·
Lancaster ·
Lorenzetto · 
Müller ·
Ongarato ·   
Petacchi ·
Poitschke ·
Rigotto ·
Sabatini ·
Sacchi ·   
Schröder ·
Schwager ·
Scognamiglio ·
Sieberg ·
Siedler ·
Terpstra ·
Velo ·
Zabel ·
Barla (stagiair) ·
Orlandi (stagiair) ·
Salvi (stagiair)
Astarloa (tot 31/05) ·
Barla ·
Djoedja ·  
Eichler ·
Gajek ·
Ghisalberti ·
Grabsch ·
Haueisen ·
Hryvko · 
Jurčo · 
Knees ·
Kux ·
Lancaster ·
Müller ·
Ongarato ·   
Petacchi (tot 30/04) ·
Poitschke ·
Rigotto ·
Roels ·
Sabatini ·
Schröder ·
Schwager ·
Terpstra ·
M. Velits ·
P. Velits ·
Velo ·
Zabel ·
Geschke (stagiair) ·
Hassink (stagiair) ·
Schluter (stagiair)
Barla ·
Ciolek ·  
Eichler ·
Förster ·
M. Fothen ·
T. Fothen ·
Fröhlinger ·
Gajek ·
Gerdemann ·
Knaven ·
Knees ·
Kux ·
Müller ·
Roels ·
Rohregger ·
Russ ·
Scholz ·
Schröder ·
Stroetinga ·
Terpstra ·
M. Velits ·
P. Velits ·
Voss ·
Wegmann ·
Wrolich
Barla · Bisolti · Boifava · Busato · Cominelli · De Maria · Dodi · Frapporti · Karimov · Palini · Ratti · Gadda (stagiair) · Spreafico (stagiair)